# Turbo (película)
Turbo es una película estadounidense-canadiense de 3D animada por ordenador, producida por DreamWorks Animation y distribuida por 20th Century Fox. El protagonista es un caracol de jardín cuyo sueño es convertirse en el caracol más rápido. La película fue dirigida por David Soren y fue estrenada el 17 de julio de 2013.

## Argumento
En un jardín de tomates suburbano del valle de San Fernando de Van Nuys en Los Ángeles. Theo, autodenominado después como "Turbo" (voz de Ryan Reynolds), es un caracol de jardín que sueña con ser el mejor corredor del mundo, al igual que su ídolo, el cinco veces campeón de las 500 Millas de Indianápolis Guy Gagné (Goyo Ganador en Hispanoamérica) (voz de Bill Hader). Sin embargo, su obsesión por la velocidad a menudo lo convierte en un paria en la lenta y cautelosa comunidad de caracoles, y en una constante vergüenza para su hermano mayor, Chet,(Voz de Paul Giamatti) además qué un día casi es triturado por una podadora de jardín al ir por un tomate. Una noche, Theo se adentra en una autopista para admirar el tráfico y desea a una estrella, que luego se reveló que era un avión, que era rápido. De repente, en una competencia clandestina, es absorbido por el sobrealimentador de un Chevrolet Camaro drag racer, fusionando su ADN con óxido de nitrógeno. Cuando se despierta, posee supervelocidad y algunas características de un automóvil real. Sin embargo, su primer intento de probar sus nuevos poderes termina cuando choca con el triciclo de un niño en el jardín en el que trabajan muchos otros caracoles, lo que hace que él y Chet sean despedidos del equipo del jardín.
Chet regaña enojado a Theo por su imprudencia y termina siendo secuestrado por un cuervo, pero es perseguido y rescatado por Theo en un centro comercial en ruinas llamado Starlight Plaza. Allí, son capturados por Terry González (voz de Michael Peña), un camionero de tacos mexicano-estadounidense, y los lleva a una carrera de caracoles. Sostenido por él y sus compañeros de trabajo. Theo gana la carrera en cuestión de segundos, asombrando tanto a los humanos como a los caracoles, ganándose el respeto de los caracoles, liderados por Whiplash (Chicotazo en Hispanoamérica) (voz de Samuel L. Jackson), y estableciendo firmemente el nombre "Turbo" como propio. Chet, por otro lado, no está contento con la nueva habilidad de su hermano. Terry sueña con revivir Starlight Plaza, en el que se instala su negocio de tacos, con Turbo como atracción, para disgusto de su hermano y compañero de trabajo Angelo López (Ángel López en Hispanoamérica) (voz de Luis Guzmán). Los caracoles finalmente logran desviar y atascar un autobús turístico, generando un negocio impresionante. Ante este éxito, Turbo convence a Terry para que lo inscriba en las 500 Millas de Indianápolis como competidor. Los vecinos acuerdan pagar la entrada y acompañarlos a Indianápolis.
Inicialmente, a Terry se le niega la entrada a la carrera debido a que insultó a un oficial de la carrera, pero un encuentro casual con Gagné le da a Turbo la oportunidad de mostrar su velocidad, asombrando a la audiencia y a los corredores al calificar para la carrera alcanzando una velocidad de 226 mph. convirtiéndose en una sensación en las redes sociales y obligando al CEO de IndyCar dejarle competir a regañadientes. La noche antes de la carrera, después de una acalorada discusión con Chet, Turbo se escapa para encontrarse con Gagné, quien revela su verdadera identidad desmoralizándolo. En la carrera, la pista y los competidores más experimentados lo dejan atrás en el último lugar. En una parada en boxes, Whiplash y la tripulación le dan a Turbo una charla de ánimo vital, aconsejándole que deje de correr como un coche. Turbo usa su pequeño tamaño a su favor y gana terreno rápidamente, pero Gagné recurre a las trampas y lo golpea contra la pared, dañando su caparazón y debilitando su supervelocidad.
En el tramo final con Turbo a la cabeza, Gagné, negándose a perder contra él, inadvertidamente provoca un choque que involucra a la mayoría de los competidores, incluido Turbo, quien se despierta para encontrar su caparazón perforado y su supervelocidad desaparecida, por lo que cae en lo profundo. desesperación. Alarmado al ver a su hermano perder la esperanza, Chet, con un cambio de opinión, afronta varios peligros para encontrarse con la tripulación de Whiplash. Al ver a Chet y la tripulación llegar en cuervos para animarlo a continuar, Turbo reanuda la carrera. Gagné lo persigue resueltamente, arrastrando su auto destrozado, pero Turbo gana por poco y Gagné es asaltado por uno de los dueños de negocios del centro comercial por tratar de lastimarlo.
Starlight Plaza se nutre de la fama de Turbo; todos los negocios se convierten en éxitos espectaculares y celebran elaboradas carreras de caracoles. La tripulación de Whiplash recibe ayudas especiales de propulsión para sus proyectiles, mientras que Chet está contento con su nuevo trabajo como árbitro de pista y paramédico. En cuanto a Turbo, descubre que su caparazón se ha curado y, con él, su supervelocidad ha regresado y nace el Equipo F.A.S.T.
En una escena de mitad de créditos, uno de los caracoles del jardín de Turbo y Chet finalmente puede meterse en su caparazón, solo para darse cuenta de que es demasiado grande para salir.

## Personajes
Theo/Turbo (Ryan Reynolds):
Theo apodado "Turbo" anteriormente era miembro de una comunidad de caracoles en Los Ángeles junto a su hermano Chet. Actualmente es aliado de Tito López, ganador de las 500 Millas de Indianápolis y líder del equipo F.A.S.T.
Chet (Paul Giamatti):
Chet es el hermano mayor de Turbo. Excesivamente cauteloso y siempre práctico, Chet es el realista frente a su soñador hermano. La prioridad número uno de Chet es mantener seguro a su hermano. Es el interés amoroso de Pólvora.
Chicotazo (Samuel L. Jackson):
Antes de conocer a Turbo, Chicotazo era el líder carismático y campeón de las carreras de caracoles. 
Pólvora (Maya Rudolph):
Ella es la única hembra en el grupo de caracoles. Astuta, coqueta y atrevida, Pólvora oculta su lado suave bajo su caparazón. Es el interés amoroso de Chet.
Sombra (Mike Bell):
Lleno de falsa valentía y risas reales, White Shadow se considera a sí mismo "rápido, como una sombra", ignorando el hecho de que las sombras no son inherentemente rápidas. 
Derrapón (Ben Schwartz):
Un maestro de la charla de la basura, Skidmark es luchador de Whiplash número 2. Para Skidmark, sin truco es exitoso si no se acaba con un wipeout épica. 
Pepe Maniobra (Snoop Dogg):
Un súper low rider fresco, Smoove tiene una perspectiva única, incluso en los giros y vueltas locas provocadas por las aventuras de Turbo.

## Reparto
| Personaje                | Actor de voz original | Actor de doblaje    | Actor de doblaje           |
| ------------------------ | --------------------- | ------------------- | -------------------------- |
| Turbo/Theo               | Ryan Reynolds         | Leonardo de Lozanne | Iván Labanda               |
| Chet                     | Paul Giamatti         | Jesús Barrero       | Alberto Mieza              |
| Tito López               | Michael Peña          | Carlo Vasquez       | David Jenner               |
| Ángelo López             | Luis Guzmán           | Alejandro Mayén     | Domenech Farell            |
| Chicotazo o Whiplash     | Samuel L. Jackson     | Gerardo Vásquez     | Miguel Ángel Jenner        |
| Pólvora                  | Maya Rudolph          | Rosalba Sotelo      | Graciela Mauri             |
| Pepe Maniobra            | Snoop Dogg            | Jesús Barrero       | Juan Antonio Soler         |
| Derrapón                 | Ben Schwartz          | Miguel Ángel Leal   | Ángel de Gracia            |
| Sombra                   | Mike Bell             | Rubén Moya          | Javier de Llorens          |
| Goyo Ganador o Guy Gagné | Bill Hader            | Dafnis Fernández    | Xavier de Javier Fernandez |

## Lanzamiento doméstico
Turbo fue lanzada digitalmente el 31 de octubre de 2013, teniendo en su primera semana la taquilla más alta a la proporción de la unidad digital para DreamWorks Animation. Fue lanzado en DVD y Blu-ray el 14 de noviembre de 2013.

## Serie de televisión
DreamWorks Animation en alianza con Netflix, produjeron una serie de dibujos animados, basada en la película de Turbo, llamada Turbo Fast. Para ser lanzada en la plataforma de Netflix en 2013.
- Datos: Q1523217
- Multimedia: Turbo (film) / Q1523217